# Calixto Bieito
Calixto Bieito, född 2 november 1963 i Miranda de Ebro i provinsen Burgos i Kastilien och León, är en katalansk teater- och operaregissör.

## Biografi
Calixto Bieito har studerat filologi och konsthistoria vid Universitat de Barcelona och teaterregi vid Instituto del Teatro de Barcelona. Han debuterade som regissör 1991 med William Shakespeares En midsommarnattsdröm (Sueño de una noche de verano). 1999-2008 var han konstnärlig ledare för Teatro Romea i Barcelona. 2008 grundade han Barcelona Internacional Teatre (BIT). 2006 blev han konstnärlig ledare för Festival Internacional de las Artes de Castilla y León (FÀCYL). Sedan 2016 är han konstnärlig ledare för Teatro Arriaga de Bilbao. Han räknas som en av Europas mest bemärkta regissörer och har förutom på olika teatrar i Spanien regisserat teater och opera i Norge, Danmark, Schweiz, Italien, Frankrike, Tyskland, Portugal, USA, Belgien, Storbritannien, Österrike och Argentina. Med uppsättningar som Die Entführung aus dem Serail (Enleveringen ur Seraljen) på Komische Oper i Berlin 2004 förlagd till en modern bordell med nakna skådespelare och utstuderade sexscener har han fått rykte om sig att vara den europeiska teaterns enfant terrible. Han är känd för radikala och kontroversiella nytolkningar av klassiker samtidigt som hans uppsättningar brukar vara texttrogna.
2006 gästspelade han med sin Peer Gynt av Henrik Ibsen på Ibsenfestivalen i Oslo och Festspillene i Bergen. 2007 deltog han med sin dramatisering av Michel Houellebecqs Plataforma (Plattform) på Helsingfors festspel. 2008 regisserade han Henrik Ibsens Brand på Nationaltheatret i Oslo med bland andra Sven Nordin och Maria Bonnevie. 2010 satte han upp sin egen Voices på Betty Nansen Teatret i Köpenhamn, en uppsättning som hade urpremiär på Festspillene i Bergen. 2014 regisserade han August Strindbergs Et drømspill på Nationaltheatret och 2016 återkom han dit med sin egen dramatisering av Knut Hamsuns Mysterier.